# Älmhult (plaats)
Älmhult is de hoofdplaats van de gemeente Älmhult in het landschap Småland en de provincie Kronobergs län in Zweden. De plaats heeft 9538 inwoners (2015) en een oppervlakte van 843 hectare.
Ingvar Kamprad opende in 1943 de eerste IKEA-vestiging in de plaats Älmhult. IKEA bleef ook in latere jaren een grote bedrijfsaanwezigheid in Älmhult hebben. Een museum over de geschiedenis van IKEA, het IKEA Museum, opende op 30 juni 2016 in het stadje. Bezoekers van Älmhult kunnen ook in het IKEA Hotel dat in 1964 werd geopend en zich in de buurt van de kantoren van IKEA en tegenover het IKEA Museum bevindt, overnachten.
Verder is het station van Älmhult ook bekend als startpunt van de zogenaamde Volvotreinen die met auto-onderdelen vanuit dit station naar de Volvofabriek in Gent (België) rijden en die ook deels door Nederland rijden. Het station is een knooppunt langs de spoorlijn Katrineholm - Malmö waar wagons met Volvo truckcabines uit Umeå in het noorden van Zweden worden gerangeerd met wagons uit Olofström van de plaatselijke Volvo Olofströmsverken carrosserieassemblage tot 600 m lange goederentreinen die vandaar richting Gent vertrekken.

## Verkeer en vervoer
Bij de plaats lopen de Riksväg 23 en Länsväg 120.
De plaats heeft een station op de spoorlijn Katrineholm - Malmö. Vanuit Älmhult vertrekken zijlijnen voor goederenverkeer naar Olofström en Kristianstad.

## Geboren
- Anders Moberg (1950), voorzitter, CEO en president van Ahold van 2003 tot 2007

Älmhult · Diö · Liatorp · Eneryda · Delary · Häradsbäck · Hallaryd · Göteryd